# Fahlenbock
Fahlenbock ist eine Ortschaft in der Gemeinde Wipperfürth im Oberbergischen Kreis im Regierungsbezirk Köln in Nordrhein-Westfalen (Deutschland).

## Lage und Beschreibung
Der Ort liegt im Südwesten der Stadt Wipperfürth an der Bundesstraße 506, die im Mittelalter ein bedeutender Heerweg zwischen Köln und Soest war. Der Ort liegt an der Wasserscheide zwischen der Großen Dhünn und der Kürtener Sülz. Nachbarorte sind Mittelschneppen, Oberschneppen, Erlen, Wipperfeld und Kofeln.
Der Ort gehört zum Gemeindewahlbezirk 160 und damit zum Wahlbezirk Wipperfeld.

## Geschichte
1548 wird der Ort erstmals unter der Bezeichnung „Varlbock“ in den Listen der bergischen Spann- und Schüppendienste genannt. Die Karte Topographia Ducatus Montani aus dem Jahre 1715 zeigt die Ortschaft Fahlenbock mit einem Hof. Die Topographische Aufnahme der Rheinlande von 1824 zeigt auf umgrenztem Hofraum unter der Schreibweise „Falenbock“ drei getrennt voneinander liegende Grundrisse. Ab der Preußischen Uraufnahme von 1844 wird die Ortsbezeichnung Fahlenbock verwendet.

## Busverbindungen
Über die im Ort gelegene Haltestelle Fahlenbock der Linie 427 (VRS/OVAG) besteht eine Anbindung an den öffentlichen Personennahverkehr.